# 舒格洛夫 (紐約州)
舒格洛夫（英語：Sugar Loaf）是位於美國紐約州奧蘭治縣的非建制地區。

## 地理
舒格洛夫所處的海拔為高於海平面152米（即499英呎），而該地所採用的時區為UTC-5，即北美东部时区（EST）。同時該地設有夏令時間，為UTC-5調快一小時，即UTC-4（EDT）。